# پراتو
پراتو نام یک شهر و کمون در منطقه توسکانی ایتالیا و مرکز استان پراتو است.
کمترین بلندای این شهر ۳۲ متر و بلندترین ناحیه این شهر (به دلیل واقع شدن در دامنه کوه) ۸۱۸ متر می‌باشد.
از دهه ۱۹۵۰ به بعد این شهر مهاجران بسیاری داشته، نخست از جنوب ایتالیا و پس از آن از ملیتهای گوناگون؛ اما بزرگترین اجتماع ویژه چینی‌ها با ۱۸۰۰۰۰ است. پراتو دومین شهر بزرگ توساکی و سومین شهر بزرگ ایتالیای مرکزی، پس از روم و فلورانس است.